# ميخائيل فيتزباتريك
ميخائيل فيتزباتريك (بالإنجليزية: Michael Fitzpatrick)‏ هو سياسي أيرلندي، ولد في 12 أكتوبر 1942 في جمهورية أيرلندا، وتوفي في 14 أكتوبر 2011 في جمهورية أيرلندا بسبب تصلب جانبي ضموري. حزبياً، نشط في فيانا فايل. في الانتخابات العمومية الأيرلندية 2007 ‏، انتخب نائب دييل عن دائرة Kildare North (Dáil constituency) ‏ وقد انضم خلال فترته النيابية ‏ (14 يونيو 2007 – 1 فبراير 2011)  للكتلة البرلمانية فيانا فايل.